# Estância Velha
Estância Velha egy község (município) Brazíliában, Rio Grande do Sul államban, Porto Alegre metropolisz-övezetében (Região Metropolitana de Porto Alegre, RMPA). Községközpontja gyakorlatilag összenőtt Novo Hamburgoval. 2021-ben a község népességét 51 292 főre becsülték.

## Elnevezése
A kezdeti település a Rio dos Sinos partján létesített szarvasmarha-farm közelében alakult ki, ezért kapta az Estância Velha (régi birtok) nevet. Estância volt a megnevezése a dél-amerikai, kizárólag szarvasmarha tenyésztésére szánt birtokoknak; tulajdonosaikat estancieróknak nevezték. Másik megnevezése Entrada de Bom Jardim volt. A megalakuló kerület 1933-ban a Nova Palmeira nevet vette föl, majd 1939-ben Genuíno Sampaio után nevezték el, aki számos csatában harcolt, és 1874-ben a közeli Sapiranga területén vesztette életét a Mucker-lázadásban. Az új nevek azonban nem gyökeresedtek meg; 1950-ben visszanevezték Estância Velhára.

## Története
Területén több, mint 900 éven keresztül a tupi–guarani csoporthoz tartozó charrúa és minuane indiánok éltek. 1788-ban a Rio dos Sinos partján alakult meg a Real Feitoria do Linho Cânhamo kenderfeldolgozó, mely a portugál hajóknak gyártott köteleket. A nyersanyag termeléséhez nagy kiterjedésű farmokat létesítettek; közöttük volt Fazenda Estância Velha (itt alakult ki a mai Estância Velha), Fazenda Boa Vista (a mai Portão) és Fazenda Bom Jardim (a mai Ivoti). A Real Feitoria azonban hamarosan megszűnt. 1822-ben azori portugálokat, 1825-ben németeket telepítettek a környékre. A németek kezdetben Boa Saúde (ma Novo Hamburgo városnegyede) területén telepedtek le, de egy télen az elkóborolt szarvasmarháikat követve Estância Velha területére értek, ahol sokkal termékenyebb földet találtak, és engedélyt kértek, hogy áttelepülhessenek oda. A birodalom beleegyezett, és 26 telket mért ki nekik.
1933-ban São Leopoldo község kerületének nyilvánították Nova Palmeira néven. 1939-ben átnevezték Genuíno Sampaiora. 1944-ben hozzácsatolták Novo Hamburgo fő kerületének egy részét. 1950-ben (vissza)kapta az Estância Velha nevet, majd 1959-ben függetlenedett São Leopoldotól és 1960-ban önálló községgé alakult.

## Leírása
Székhelye Estância Velha, további kerületei nincsenek. Gazdaságának legnagyobb részét a szolgáltatások teszik ki, második helyen az ipar áll.
Áthalad rajta a Rota Romântica, a túlnyomórészt német jellegű községeket összekötő tematikus turistaút.